# Hämikon
Hämikon (toponimo tedesco) è una frazione di 619 abitanti del comune svizzero di Hitzkirch, nel distretto di Hochdorf (Canton Lucerna).

## Geografia fisica

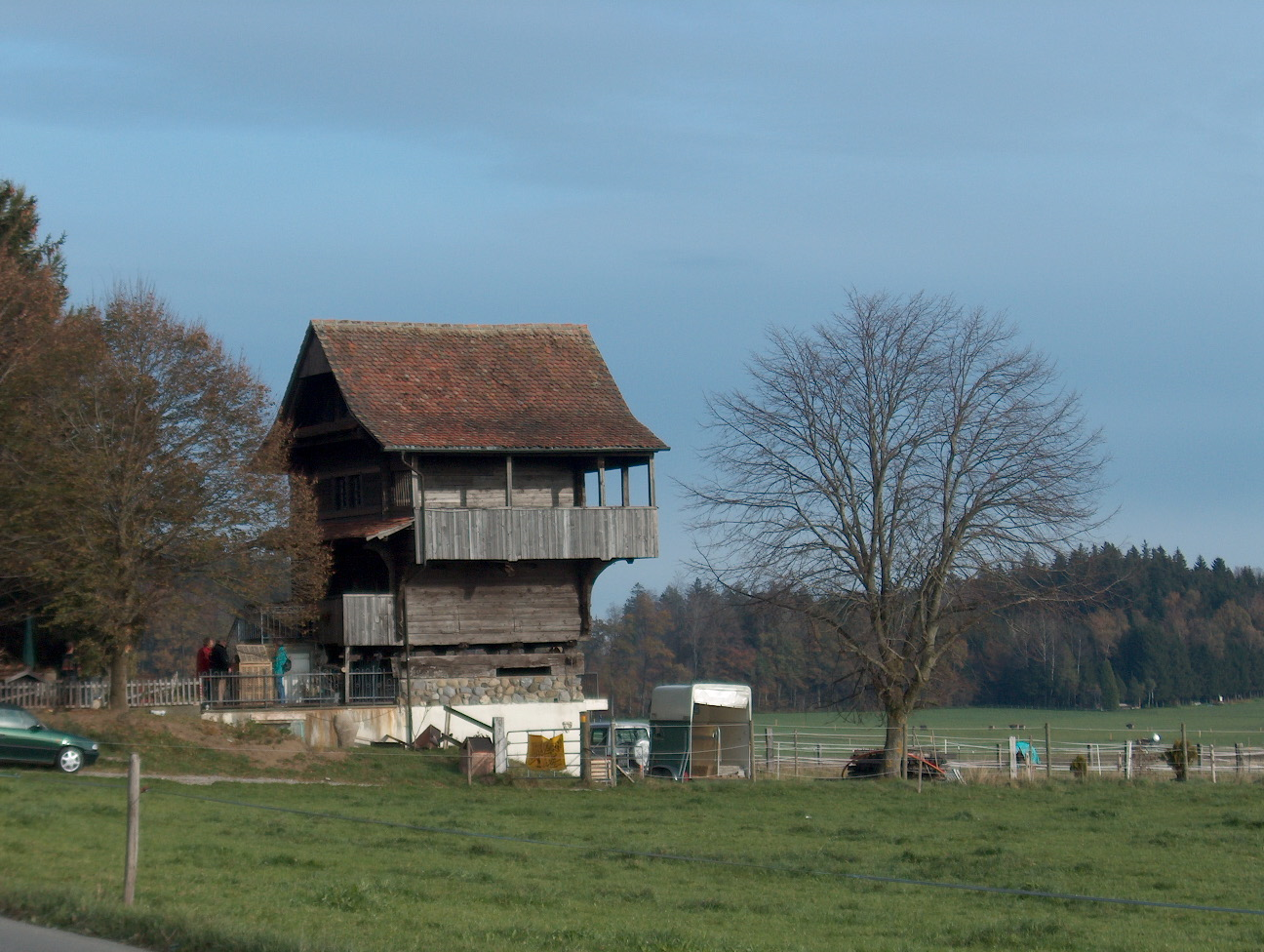
Un fienile nella campagna presso Hämikon

Hämikon si trova sul versante ovest delle alture del Lindenberg.

## Storia
Già comune autonomo che si estendeva per 4,62 km² e che comprendeva anche le exclave della Hämiker Berg, il 1º gennaio 2009 è stato accorpato a quello di Hitzkirch assieme agli altri comuni soppressi di Gelfingen, Mosen, Müswangen, Retschwil e Sulz.

## Monumenti e luoghi d'interesse
- Cappella cattolica, eretta nel 1950[2].

## Società

### Evoluzione demografica
L'evoluzione demografica è riportata nella seguente tabella:
Abitanti censiti